# Djamel Amani
Djamel Amani (ar. أماني جمال; ur. 17 czerwca 1962 w Al-Bulajdzie) – algierski piłkarz grający na pozycji środkowego obrońcy. W swojej karierze rozegrał 20 meczów i strzelił 5 goli w reprezentacji Algierii.

## Kariera klubowa
Swoją karierę piłkarską Amani rozpoczął w klubie ARB Arbaâ. W sezonie 1980/1981 zadebiutował w jego barwach w drugiej lidze algierskiej. W 1983 roku przeszedł do pierwszoligowego CM Belcourt. Z kolei w latach 1987-1989 był zawodnikiem USK Algier, z którym w sezonie 1987/1988 zdobył Puchar Algierii.
W 1989 roku Amani przeszedł do belgijskiego Royalu Antwerp FC. Nie rozegrał w nim żadnego meczu i na początku 1990 roku odszedł do tureckiego Aydınsporu. W sezonie 1989/1990 awansował z nim z drugiej do pierwszej ligi tureckiej. W Aydınsporze grał do 1994. W sezonie 1994/1995 był piłkarzem CR Belouizdad, z którym zdobył Puchar Algierii i w którym zakończył karierę.

## Kariera reprezentacyjna
W reprezentacji Algierii Amani zadebiutował 11 grudnia 1986 roku w wygranym 2:1 towarzyskim meczu z Wybrzeżem Kości Słoniowej, rozegranym w Algierze. W 1990 roku został powołany do kadry na Puchar Narodów Afryki 1990. Rozegrał na nim pięć meczów: grupowe z Nigerią (5:1, strzelił gola), z Wybrzeżem Kości Słoniowej (3:0) i z Egiptem (2:1, strzelił gola), półfinałowy z Senegalem (2:1, strzelił gola) oraz finałowy z Nigerią (1:0). Z Algierią wywalczył mistrzostwo Afryki oraz został wybrany do Najlepszej Jedenastki tego turnieju. Od 1986 do 1990 roku rozegrał w kadrze narodowej 20 meczów i strzelił 5 bramek.